# Heure d'Afrique orientale
Pour les articles homonymes, voir EAT.
| Bleu clair | Heure du Cap-Vert (UTC−1) |
| Bleu       | Temps moyen de Greenwich (UTC±0)                                                                                               |
| Rouge      | Heure normale d'Europe centrale / Heure d'Afrique de l'Ouest (UTC+1)                                                           |
| Ocre       | Heure d'Afrique centrale / Heure normale d'Europe de l'Est / Heure normale d'Égypte / Heure normale d'Afrique du Sud / (UTC+2) |
| Vert       | Heure d'Afrique de l'Est (UTC+3)                                                                                               |
| Turquoise  | Heure de Maurice / Heure des Seychelles (UTC+4)                                                                                |

1. ↑  Les îles du Cap Vert se trouvent à l'ouest du continent africain.

1. 1 2  Maurice et les Seychelles se trouvent respectivement à l'est et au nord-est de Madagascar.

L'heure d'Afrique orientale (en anglais : East Africa Time ou EAT) est un fuseau horaire utilisé dans le centre-est de l'Afrique et des îles occidentales de l'Océan Indien. C'est l'un des noms du fuseau UTC+3, en avance de 3 heures par rapport au temps universel coordonné, qui correspond aussi à l'heure de Moscou.

## Pays concernés
L'heure d'Afrique orientale est utilisée par les pays suivants :
- Comores
- Djibouti
- Érythrée
- Éthiopie
- Kenya
- Madagascar
- Somalie
- Soudan
- Tanzanie
- Ouganda
- Soudan du Sud

## Géographie
Un grand nombre des pays de cette zone se trouvent de part et d'autre de l'équateur. Ils ne constatent donc pas tout au long de l'année de variations significatives dans la durée du jour et de la nuit.